# Wężówka (województwo mazowieckie)
Wężówka – wieś w Polsce położona w województwie mazowieckim, w powiecie wołomińskim, w gminie Jadów.
| SIMC    | Nazwa   | Rodzaj     |
| ------- | ------- | ---------- |
| 0673207 | Wyrobki | przysiółek |

Prywatna wieś szlachecka położona była w drugiej połowie XVI wieku w powiecie kamienieckim ziemi nurskiej województwa mazowieckiego. W latach 1975–1998 miejscowość położona była w województwie siedleckim.
Wierni Kościoła rzymskokatolickiego należą do parafii św. Jakuba Apostoła w Jadowie.